# هوگ سورن
هوگ سورن (به هلندی: Hoog Soeren) یک منطقهٔ مسکونی در هلند است که در آپلدورن واقع شده‌است. هوگ سورن ۳۷۰ نفر جمعیت دارد.